# Gonomyia (Neolipophleps) topoensis
Gonomyia (Neolipophleps) topoensis is een tweevleugelige uit de familie steltmuggen (Limoniidae). De soort komt voor in het Neotropisch gebied.